# Ньюкаслский трамвай
Ньюкаслская трамвайная система в виде парового трамвая была открыта в 1887 году и соединяла Ньюкасл с его пригородом Уолсенд. Депо было расположено на Хантер-стрит, возле железнодорожного вокзала Ньюкасла. В 1893 году вокзал расширился на восток до Парнелл-плейс, поэтому было построено новое трамвайное депо для отстоя подвижного состава, а старое сохранили для техобслуживания и ремонтных работ.
В апреле 1894 года было открыто две линии: одна — на Глеб, вторая — к холму Тайс. В 1901 году линия к холму Тайс была продолжена к Мэйфилду. В 1900 году на трамвае можно было уехать в Адамстуан, в 1903 — на пляж в Меревезере, а в 1907 — на ньюкаслский ипподром.
В 1910 году была построена линия от Уолсенда к Уэст-Уолсенду. Небольшое депо было построено в Уолсенде для оказания помощи в обслуживании этой линии. Депо расширили в 1912 году с открытием линии в Спирс-Пойнт. В этом же году трамвайная сеть была расширена до Каррингтона, в 1914 году — до Маривилля, а в 1915 — до Варата.
Линия в Маривилле расширилась до Порт-Варата в 1916 году для обслуживания рабочих. Линия в Порт-Варата-Уарф была построена в 1920 году, но от неё отказались и демонтировали, так и не начав эксплуатировать.
С началом электрификации в 1918 году было построено новое депо в Гамильтоне. Электрификация проводилась в начале 1920-х, и первый трамвай на электрической тяге поехал в октябре 1923 года. Уже к концу 1926 году все линии, кроме Вест-Уолсенд, были электрифицированы.
Депо на Хантер-стрит и Парнелл-плейс были закрыты в 1927 году, все трамваи обслуживало депо в Гамильтоне. Ньюкаслская трамвайная система равномерно заменялась автобусами, которые начали эксплуатировать в 1938 году после закрытия линий в Порт-Варат и в Каррингтон. За этими событиями последовали закрытия линий Мэйфилд в 1948 и Уолсенд в 1949, на пляж Меревезер и на Глебе в феврале, линии к ипподрому в апреле; и, наконец, линия Варата была закрыта в июне 1950 года.
Эксплуатация Ньюкаслской трамвайной системы прекратилась 10 июня 1950 года. Депо в Гамильтоне было преобразовано в автопарк после утилизации оставшихся трамвайных вагонов.